# Modular Infotech
Modular Infotech est une entreprise informatique indienne, basée à Pune. Elle est créée en 1983 et est spécialisée dans la numérisation, les logiciels et les polices de caractères pour les langues indiennes. Elle a notamment produit plusieurs polices pour Microsoft, Red Hat et Google.

## Polices de caractères
- Aparajita, Microsoft
- Kokila, Microsoft
- Lohit, Red Hat
- Vijaya, Microsoft
- Utsaah, Microsoft